# Pekka Nieminen
Pekka Nieminen (ur. 22 grudnia 1981 w Taipaisaari) – fiński wioślarz.

## Osiągnięcia
- Mistrzostwa Europy – Ateny 2008 – dwójka podwójna wagi lekkiej – 14. miejsce[1].